# Сабо, Эрвин
Эрвин Сабо (венг. Szabó Ervin; 23 августа 1877, Сланица — 29 сентября 1918, Будапешт) — венгерский коммунист (изначально левый социал-демократ, затем эволюционировавший в сторону революционного и анархо-синдикализма), теоретик марксизма, деятель рабочего движения, историк и социолог.

## Биография
Происходил из ассимилированной еврейской семьи. В 1899 году окончил юридический факультет университета в Вене и вступил в Социал-демократическую партию Венгрии. В своих социалистических симпатиях укрепился под влиянием русских революционеров, с которыми общался во время учёбы в Вене. С 1900 по 1902 год редактировал социал-демократическую газету «Слово народа» (венг. Népszava), в которой выступал с теоретическими статьями по проблемам истории рабочего движения и развивал идеи исторического материализма.
С 1901 года — сотрудник, с 1911 года — директор Центральной библиотеки Будапешта.
С 1905 года, после поражения на партийном съезде, начинает отходить от социал-демократии к революционному синдикализму. Однако в это же время, в 1905—1909 годы, Сабо перевёл на венгерский и издал избранные произведения Карла Маркса и Фридриха Энгельса, создал «Библиотеку по социальным наукам». Совместно со своим другом — социологом либерального толка Оскаром Яси — редактировал журнал «Двадцатый век» («Huszadik Század»). Входил в возглавляемый Дьёрдем Лукачем «Воскресный кружок», в котором состояли такие деятели венгерской культуры, как Бела Балаж, Фредерик Антал, Бела Фогараши, Золтан Кодай, Бела Барток, Арнольд Хаузер, Карл Мангейм.
Во время Первой мировой войны вернулся к активной политической деятельности. С 1914 по 1918 годы, совместно с группой революционных социалистов, организует антивоенную борьбу. Умер накануне венгерской буржуазно-демократической революции («Революции астр»), перед самой смертью получив весть об избрании его членом Социалистической академии в Москве.

## Память
Имя Эрвина Сабо носит библиотека в Будапеште (венг. Fővárosi Szabó Ervin Könyvtár), первым директором которой он был. В сентябре 2010 года государственный секретарь Геза Сёч потребовал переименовать столичную библиотеку после соответствующей инициативы группы малоизвестных национал-консервативных историков. Представители правого лагеря при этом назвали Сабо «коммунистическим идеологом» и «тоталитарным левым интеллектуалом», хотя сам историк формально даже не был членом Венгерской коммунистической партии, основанной через месяц после его смерти. Новости о грядущем переименовании вызвали бурную дискуссию в венгерских интеллектуальных и политических кругах: в защиту честного имени Эрвина Сабо вступились, в частности, философ и бывший диссидент Гашпар Миклош Тамаш и писатель Дьёрдь Далош.

## Работы
- A magyar jakobinusok (Венгерские якобинцы) (Népszava, 1902)
- Szindikalizmus és szociáldemokrácia (A Huszadik Század Könyvtára, 35. kötet, 1908)
- A tőke és a munka harca в Modern Könyvtár: Szociológia, politika (Athenaeum, 1911)
- A Középeurópai Vámszövetség angol megvilágításban (1916)
- Társadalmi és pártharcok a 48-49-es magyar forradalomban (Bécsi Magyar Kiadó, 1921)
- Szabó Ervin válogatott írásai (Kossuth, 1958)
- Szabó Ervin magyar nyelven megjelent könyvtártudományi, művelődéspolitikai cikkeinek, tanulmányainak gyűjteménye 1900—1918 (Könyvtárosok kiskönyvtára 1., 1959)
- Szabó Ervin levelezése 1—2 (Kossuth, 1977—1978)
- Hol az igazság? Tanulmányok (Magvető, 1977)
- Szabó Ervin történeti írásai (Gondolat, 1979)